# 心斎橋筋2丁目劇場
心斎橋筋2丁目劇場（しんさいばしすじにちょうめげきじょう）は、かつて吉本興業が運営していた劇場。1986年5月10日オープン、1999年3月31日閉館。
所在地は大阪府大阪市中央区心斎橋筋2丁目。ダウンタウン（浜田雅功・松本人志）、今田耕司、千原兄弟（千原ジュニア・千原せいじ）、ナインティナイン（岡村隆史・矢部浩之）、雨上がり決死隊（蛍原徹・宮迫博之）などを輩出した。

## 概要
1963年、吉本興業「吉本ビル」（1960年新築）内の日立ホール（日立製作所と賃貸契約）として開業。
事務所の枠を越えたNHKの上方落語の会や、若手の落語会・独演会が行われていた。
日立との賃貸契約満了を機に、南海電気鉄道と賃貸契約を結んで1979年5月14日付けで「南海ホール」に改称。
1984年、南海電気鉄道と賃貸契約が平日のみとなり同7月12日、吉本興業の養成所NSC1期生出身のダウンタウン、ハイヒール、銀次・政二3組で定期的イベント「心斎橋筋2丁目劇場 in 南海ホール」（通称「心劇」）を開催。
1986年、南海ホールの経営権が吉本興業に移転（自前化）し、同年5月16日に「心斎橋筋2丁目劇場」として再オープン。
初演はダウンタウン主演の芝居「心斎橋筋2丁目物語」、2日目「憂歌団 2丁目ザ・ライブショー」、3日目明石家さんま主宰・出演の芝居「SAMMA劇団」。
劇場ではダウンタウンを筆頭に、当時の2丁目劇場出身芸人で構成された定期的イベント「2丁目お笑い探検隊」（後に「2丁目探検隊」に改称）が開始、劇場黎明期の看板イベントとなる。
1987年、同劇場から生放送帯番組「4時ですよーだ」（1987年4月 - 1989年9月、毎日放送）の放送が開始され、一躍若年層から支持を受け劇場観客数が急上昇する現象も起きた。
1989年、番組終了と共に劇場黎明期の劇場出身者が卒業。
1990年代前半からはイベント「2丁目えぶりぃ亭」を開催され、後の吉本印天然素材メンバーなどが活躍。
同時期には千原兄弟、ジャリズムなどを輩出したイベント「WA CHA CHA LIVE」を開催。
1995年からは「WA CHA CHA LIVE」出身者で構成されたバラエティ番組「すんげー!Best10」（1995年1月 - 1997年9月、朝日放送）放送開始。
また1992年からはバンドも出演するようになり秋にはオーディションには200組以上の応募があり、テープ審査と公開オーディションで20組が合格した。
出演者は「2丁目ワチャチャライブJr.」（のちのSABIKI）と言われるオーディションに5週勝ち残ると「WA CHA CHA LIVE」の出場権が得られる。
1999年、入居するビルの老朽化に伴い建て替えが決定、同年3月31日に閉館した。
2002年2月、跡地に地下2階 - 地上8階建ての複合型商業施設「Sinsaibasi GATE」（吉本興業ビル心斎橋1号館ビル）が完成。
施設の建て替え後は、あらたに開館したbaseよしもとが若手芸人の活動拠点となっている。
2013年、吉本興業100周年記念公演「吉本百年物語 アンチ吉本 お笑いレボリューション」で、ダウンタウンらが活躍した劇場の黎明期を月亭方正、遠藤章造（ココリコ）、小川菜摘主演で舞台化。

## 主な出演者
お笑い芸人
- ダウンタウン
- ハイヒール
- 銀次・政二（解散） → 前田政二
- トミーズ
- 濱根隆
- 杉本美樹
- おかけんた・ゆうた（当時:岡けん太・ゆう太）
- 未知やすえ
- 内場勝則
- ジミー大西
- ひろみ・ゆか（解散）
- 今田耕司
- 東野幸治
- まるむし商店
- ピンクダック（解散）
- リットン調査団
- ボブキャッツ（解散）
- 非常階段（解散）
- メンバメイコボルスミ11（解散）
- 前田・平田（解散）
- ホンコン・マカオ（解散）
- 清水圭・和泉修（解散）
- 角孝人（当時はパイレーツ）
- ポテトフライ（解散）
- ヤンキース（解散）
- 中田はじめ・圭祐（解散）
- どんきほ〜て（解散）
- 130R
- 石田靖
- ミモ・ファルス（解散）
- ライム・ライト（解散）
- オールディーズ（解散）
- 亀山房代
- 月亭かなめ・ぜんじろう（解散）
- シベリア文太（当時:玉村輝彦）
- 好田タクト
- 三角公園USA（解散）
- 中條健一
- TEAM-0（解散）
- 島田珠代
- はりけ〜んず
- DCブランド（林家染八・桂きん太郎・月亭かなめ・桂楽珍）（解散）

- ティーアップ
- しましまんず
- ぴのっきお（解散）
- ベイブルース（解散）
- 雨上がり決死隊（解散）
- コラアゲンはいごうまん（当時は電光石火→I少年D）
- トゥナイト（解散）
- 矢部美幸（当時はちゃんねるず→ぱんちらいん）
- 末広五段
- 千原兄弟
- FUJIWARA
- バッファロー吾郎
- スミス夫人（解散）
- テイクオフ（解散）
- チャンス大城
- 石野桜子（当時はジャドリスト）
- 大山英雄（当時はマニアック）
- あんどう鰐（ザ・たこさん、当時は頸動脈）
- ナインティナイン
- チュパチャップス（解散）
- へびいちご
- 矢野・兵動
- 植村恵（当時はフィフティフィフティ）
- 杉岡みどり（当時は葉緑体）
- メッセンジャー
- ジャリズム（解散）
- シェイクダウン（解散）
- プラスチックゴーゴー（解散）
- 松本真一（当時は椅子テレビ、現在は構成作家）
- 電車道（解散）→ ギャオス（解散）
- 誉（解散）
- カラフルメリィ（解散）
- 水玉れっぷう隊
- バカボンズ（解散）
- やるじゃねぇかーず（解散）
- リミテッド（解散）→ 陣内智則
- 中川家
- LaLaLa（解散）
- 松口VS小林（解散）
- モストデンジャラスコンビ（解散）
- ハリガネロック（解散）
- ハッシュドポテト（解散）
- G★MENS（解散）
- たいぞう（当時はたいぞう・田野島→ギャグガスバクハツ→お笑い番長→たいぞう・半平太）
- 原田専門家
- トクトコ（解散）
- あさり・かつお（解散）
- みのなが（解散）
- 高僧・野々村（解散）
- 山元純一（元爆烈Q、当時はICE-GIRL）
- 殿村政明（当時は一級河川大和川）
- ガブリエル（解散）
- 立ち食いうどん・ソバ（解散）
- 和田・川村（解散）
- プリン姫
- 海原やすよ・ともこ
- こん松・せんべい（解散）
- ルート33
- 2丁拳銃
- スキヤキ（解散）
- COWCOW
- ビリジアン（解散）
- ブラザース（解散）
- おはよう。（解散）
- ナメリカ（解散）
- 鈴木つかさ（元ザ・プラン9、当時はシンドバット）
- 松本秀樹（当時はジャラキック→マ/ヒ→北北西に進路を取れ）
- コッキー（解散）
- サバンナ
- テンダラー
- 次長課長
- シャンプーハット
- 野性爆弾
- ブラックマヨネーズ
- 藤井ペイジ（飛石連休、当時はミシマフジイ→ジェントルメン）
- 三浦誠己（当時はトライアンフ）
- くわばたりえ（クワバタオハラ、当時はテディベア）
- 満（解散）
- 騎兵隊（解散）
- イカ（酒場ナビ、当時はウラカン・ラナ）
- ドレス（解散）
- エレキグラム（解散）
- コカドケンタロウ（ロッチ、当時は市川塾）
- ランディーズ（解散）
- ストリーク（解散）
- チャイルドマシーン（解散）
- フロントストーリー（解散）
- 烏龍パーク
- 浅越ゴエ（ザ・プラン9、当時はデモしかし）
- 中岡創一（ロッチ、当時は3児）
- ヤナギブソン（ザ・プラン9、当時は君と僕）
- ゴリけん（当時はゴリえもん）
- ジャンクション
- ライセンス
- レイザーラモン
- 四次元ナイフ（解散）
- ビッキーズ（解散）
- ロザン
- チュートリアル
- 石田明（NON STYLE、当時はほりごたつ）

他多数
音楽バンド
- ポルノグラフィティ
- So What?
- 今週の山田太郎
- らりりるれれ
- Dynamite Maker
- FOUR TRIPS
- 少年愚連隊
- Peek A Boo
- 太陽の塔（Unlimited Broadcastの井垣宏章のかつてのバンド）
- THE KINGS
- HAPPY
- VOIX
- ICE BERG
- E'91NO
- G.B.
- HOPELESS
- CLUMP
- KRAUDI
- MONALISA
- アヴァンギャルズ

他多数